# Carlo Giuseppe Testore
Carlo Giuseppe Testore (Novara, ± 1665 - 1716) was een Italiaanse bouwer van snaarinstrumenten, die vanaf 1683 werkzaam was in Milaan. Van hem zijn 129 instrumenten overgeleverd: 89 violen, 6 altviolen, 27 violoncelli en 7 contrabassen.  
Net als zijn leermeester Giovanni Grancino (1637-1709), wiens bedrijf hij na diens dood overnam, is hij vooral bekend om zijn celli en contrabassen.
Zijn zoons Paolo Antonio Testore (± 1690- ± 1760) en Carlo Antonio Testore (1693-1765) waren eveneens vioolbouwer. Een door Carlo Antonio vervaardigde altviool uit 1745 wordt in Nederland bespeeld door Susanne van Els. Een van zijn basinstrumenten was eigendom van de beroemde bassist Giovanni Bottesini (1821-1889).